# گوگل باز
گوگل باز (به انگلیسی: Google Buzz) یک شبکهٔ اجتماعی و ابزاری برای تبادل پیام و اشتراک گذاری است که توسط شرکت گوگل در تاریخ ۹ فوریه ۲۰۱۰ ارائه شد. این سرویس به طوری طراحی شده که از طریق پست الکترونیکی این شرکت به نام جی‌میل برای کاربران قابل دسترسی است. به این صورت که تمام پیوندهای به اشتراک گذاشته شده و پیام‌های ردوبدل شده داخل صندوق پستی کاربر انجام می‌شود. تمرکز گوگل باز بر یکپارچه سازی و اشتراک عکس‌ها، ویدیوها و پیوندها به عنوان بخشی از ارتباطات بین کاربران با مکالمات می‌باشد.